# True Stories (film)
True Stories è un film del 1986 diretto da David Byrne. È stato pubblicato nel 1986 dalla Warner Bros. in Stati Uniti, Canada e Svezia, con distribuzione limitata nel 1987 in altri paesi. Dal film è uscita la colonna sonora True Stories del gruppo Talking Heads. Ha ricevuto recensioni positive da Roger Ebert.
Racconta la storia della città di Virgil, in Texas, e i suoi avvenimenti nei 150 anni della sua fondazione.